# Rubidiumperchlorat
Rubidiumperchlorat ist das Rubidiumsalz der Perchlorsäure.

## Herstellung
Rubidiumperchlorat kann durch vorsichtiges Erhitzen einer Rubidiumchlorat-Lösung hergestellt werden, das Rubidiumchlorat disproportioniert dann zu Rubidiumperchlorat und Rubidiumchlorid. Dabei wird Sauerstoff frei.
{\displaystyle {\ce {2RbClO3 -> RbClO4 + RbCl + O2 ^}}}
Ebenso kann Rubidiumperchlorat durch chemische Oxidation von Rubidiumchlorat erhalten werden, indem man wässrige Rubidiumchloratlösungen mit starken Oxidationsmitteln wie z. B. Kaliumpermanganat und geeigneten Katalysatoren umsetzt. Am einfachsten ist die Umsetzung bzw. Neutralisation einer Rubidiumcarbonat- oder Rubidiumhydroxid-Lösung mit Perchlorsäure:
{\displaystyle {\ce {Rb2CO3 + 2HClO4 -> 2RbClO4 v + CO2 ^}}}
{\displaystyle {\ce {RbOH + HClO4 -> RbClO4 v + H2O}}}

## Eigenschaften

### Physikalische Eigenschaften
Die Löslichkeit von Rubidiumperchlorat in Wasser nimmt mit steigender Temperatur zu und ist in untenstehender Tabelle angegeben.
| Löslichkeit von RbClO4 in Wasser[6] |   |    |    |    |    |    |    |      |      |    |     |     |
| Temperatur [°C]                     | 0 | 10 | 20 | 25 | 30 | 40 | 50 | 60   | 70   | 80 | 90  | 100 |
| Löslichkeit [g/l]                   | 5 | 6  | 10 | 12 | 15 | 23 | 35 | 48,5 | 67,2 | 92 | 127 | 180 |
Auch in gängigen organischen Lösungsmittel ist Rubidiumperchlorat nahezu unlöslich:
| Löslichkeit von RbClO4 in organischen Lösungsmitteln (angegeben in g RbClO4 in 100 g gesättigter Lösung bei 25 °C) |        |
| Methanol | 0,060  |
| Ethanol | 0,009  |
| n-Propanol | 0,006  |
| n-Butanol | 0,002  |
| Isobutanol | 0,004  |
| Aceton | 0,095  |
| Ethylacetat | 0,0016 |
Rubidiumperchlorat kristallisiert im orthorhombischen Kristallsystem in der Raumgruppe Pbnm (Raumgruppen-Nr. 62, Stellung 3) mit den Gitterparametern a = 749,0 pm, b = 926,9 pm und c = 581,4 pm, in der Elementarzelle befinden sich vier Formeleinheiten. Bei 279 °C findet eine Phasenumwandlung in eine kubische Kristallstruktur mit a = 770 pm statt, in der ebenfalls vier Formeleinheiten pro Elementarzelle angeordnet sind. Die Kristalle sind isomorph zu den Kristallen von Kaliumperchlorat.

### Chemische Eigenschaften
Beim Erhitzen auf Rotglut zersetzt sich Rubidiumperchlorat in Rubidiumchlorid und Sauerstoff.
{\displaystyle {\ce {RbClO4 -> RbCl + 2O2 ^}}}

## Verwendung
Aufgrund seiner Schwerlöslichkeit kann Rubidiumperchlorat neben Rubidiumhexachloridoplatinat, Rubidiumhexafluoridosilicat und Rubidiumtetrafluoridoborat zur analytischen Trennung von Rubidium und Kalium verwendet werden.